# Чэнь Хуаньюн
Чэнь Хуанью́н (кит. трад. 陳煥鏞, упр. 陈焕镛, англ. Chen Huanyong или англ. Woon Young Chun, 22 июля 1890 — 18 января 1971) — китайский ботаник.

## Биография
Чэнь Хуаньюн родился в Гонконге 12 июля 1890 года. 
В 1919 году Чэнь окончил Гарвардский университет, получив степень магистра. Он основал Институт сельского хозяйства и лесоводства с Южным китайским ботаническим садом (1929) и создал первый гербарий в южном Китае. В 1955 году Чэнь был избран членом (академиком) Китайской академии наук. Он внёс значительный вклад в ботанику, описав множество видов растений. 
Чэнь Хуаньюн умер 18 января 1971 года.

## Научная деятельность
Чэнь Хуаньюн специализировался на папоротниковидных и на семенных растениях.   

## Некоторые публикации
- Woon Young Chun. Chinese economic trees. Shanghai, 1921.
- Woon Young Chun, Hu Xiansu. Icones filicum sinicarum — Nankin, 1930.
- Woon Young Chun, Hou Kuanzhao. 广州植物誌 / 中国科学院华南植物硏究所编辑 — Beijing, 1956.
- Woon Young Chun, Zhang Zhaoqian et Chen Fenghuai. 海南植物志 (Flora Hainanica) — Beijing, 1964.